# 2A-пептиды
2A-пепти́ды (англ. 2A self-cleaving peptides, 2A peptides) — группа пептидов длиной от 18 до 22 аминокислотных остатков (а. о.), которые способны к самовырезанию из полипептидной цепи, благодаря чему используются в генетической инженерии для получения рекомбинантных белков в эквимолярных пропорциях. 2A-пептиды синтезируются с участка 2A вирусного генома. Названия 2A-пептидам даны по тем вирусов, из которых они были получены. Так, F2A был получен из вируса ящура Foot-and-mouth disease virus.

## Виды
В генетической инженерии активно используются 2A-пептиды четырёх видов: P2A, E2A, F2A и T2A. F2A получен из вируса foot-and-mouth disease virus 18; E2A получен из вируса лошадиного ритинита A (англ. equine rhinitis A virus); P2A получен от вируса porcine teschovirus-1 2A, а T2A получен от вируса thosea asigna 2A.
К последовательности пептида на N-конце можно добавить последовательность GSG (глицин-серин-глицин).
| Название | Последовательность           |
| -------- | ---------------------------- |
| T2A      | (GSG) EGRGSLL TCGDVEENPGP    |
| P2A      | (GSG) ATNFSLLKQAGDVEENPGP    |
| E2A      | (GSG) QCTNYALLKLAGDVESNPGP   |
| F2A      | (GSG) VKQTLNFDLLKLAGDVESNPGP |

## Описание
Каким образом 2А разделяет полипептидные цепи в точности неизвестно. Разделение происходит во время трансляции между пролином (P) и глицином (G) на C-конце 2A-пептида. Существует гипотеза, что при синтезе 2A-пептидов происходит не настоящее протеолитическое расщепление, а «проскок» рибосомы, в результате которого пептидная связь между остатками глицина и пролина просто не формируется. Показано участие в «проскоке» факторов терминации трансляции eRF1 и eRF1, которые обычно присоединяются к стоп-кодону, отсутствующему в 2А. Однако в случае 2А пептидов рибосома не отсоединяется от мРНК, а продолжает трансляцию 
Разные 2A-пептиды имеют разную эффективность образования двух полипетидов. P2A делает это наиболее эффективно, а F2A — наименее эффективно. По этой причине при использовании F2A-пептида до половины разделённых им белков остаются в виде гибридного белка. Для одного и того же пептида  эффективность увеличивается от минимального петида в 13-14 аминокислот до максимума в 40 аминокислот, который обеспечивает 95% разделения..
Функции 2A-пептидов у вирусов их производящих плохо изучены. В 2018 году было показано, что F2A необходим для правильного процессинга белков и репликации вируса ящура.

## Применение
2A-пептиды применяются в генетической инженерии для расщепления длинного полипептида на два пептида. Их применяют в тех случаях, когда получить белок, сшитый из двух разных полипептидов, не удаётся. После действия 2A-пептида два новых пептида укладываются и функционируют независимо. Если к конструкту, помимо разделяющего два гена 2A-пептида, добавить IRES, то становится возможным получить три разных белка с одного транскрипта. С использованием 2A-пептидов получают полицистронные векторы, кодирующие несколько белков.
2A-пептиды были успешно применены для решения многих задач, например, получения моноклональных антител. Разработаны специализированные версии 2A-пептидов для эффективного синтеза нужных белков у тутового шелкопряда. 2A-пептиды используются и при работе с дрожжами. Их также использовали для повышения экспрессии гетерологичных генов у съедобного гриба опёнка зимнего, поэтому 2A-пептиды могут использоваться в генетической инженерии грибов.